# Heartbeat (película)
Heartbeat (conocida para su distribución en castellano como Latidos del corazón y Corazonada) es una película estadounidense dirigida por Sam Wood en 1946. Está interpretada por Ginger Rogers, Jean Pierre Aumont, Adolphe Menjou y Basil Rathbone.

## Sinopsis
Arlette Lafron, una joven inmigrante, escapa de un reformatorio, llega a París y entra en una “academia” de carteristas, dirigida por el célebre ladrón Aristide. A pesar de todo lo que sabe, la joven comete un grave error en su primer trabajo, pero su víctima, un destacado embajador, no la denuncia, sino que le hace un encargo: Arlette deberá robar el reloj a Pierre de Roche, un joven a quien el embajador cree amante de su esposa, para saber si éste contiene la fotografía de ella. Pero Arlette, que se enamora de Pierre, sustrae la foto antes de entregar el reloj al marido, quien, al no verla, creerá que sus sospechas son infundadas. Cuando el joven descubre la verdadera identidad de Arlette, la ayuda para que no la repatrien concertando un matrimonio de conveniencia con su amigo Roland Latour. Pero este enlace no se llevará a cabo, pues él también se ha enamorado de ella. La boda de ambos pone el punto final a la historia.

## Ediciones en DVD
| Título comercial | Distribuidora         | N.º expediente | Año  |
| ---------------- | --------------------- | -------------- | ---- |
| Latido           | Ken Films, Vídeo y TV | 80.187         | 2004 |
| Latido           | Alfa Audiovisuales    | 93.056         | 2006 |
| Latido           | Cinetel Multimedia    | 100.282        | 2007 |

- Datos: Q631682
- Multimedia: Heartbeat (1946 film) / Q631682